# Отряд 10 из Наварона
«Отряд 10 из Наварона» (англ. Force 10 From Navarone) — британский военный кинофильм 1978 года режиссёра Гая Хэмилтона. Экранизация произведения Алистера Маклина.

## Сюжет
Вторая мировая война. Отряд британских «коммандос», сброшенный на парашютах, должен уничтожить стратегически важный мост в оккупированной немцами Югославии. Диверсанты должны взорвать мост, чтобы воспрепятствовать передвижению нацистских войск. Но, для того чтобы уничтожить мост, было решено взорвать плотину ГЭС, которая находится выше моста по течению — после взрыва плотины хлынет поток воды и смоет мост.

## Съемки
В фильме снят мост Джурджевича через реку Тара, в республике Черногория. 
Съёмки сцен крушения происходили на масштабных моделях плотины, долины реки и самого моста; эти модели были созданы на Mediterranean Film Studios (MFS) на Мальте. В качестве немецких в фильме использовались советские танки Т-34 с нарисованными немецкими крестами.

## В ролях
| Актёр          | Роль                      |
| -------------- | ------------------------- |
| Роберт Шоу     | майор Кит Мэллори         |
| Эдвард Фокс    | сержант Миллер            |
| Харрисон Форд  | подполковник Майк Барнсби |
| Барбара Бах    | Марица Петрович           |
| Франко Неро    | капитан Лесковар          |
| Карл Уэзерс    | сержант Уивер             |
| Ричард Кил     | капитан Дражек            |
| Алан Бэдел     | майор Петрович            |
| Майкл Бирн     | майор Шредер              |
| Филип Лэтэм    | коммандер Дженсен         |
| Энгус МакИннес | лейтенант Даг Рейнольдс   |
| Майкл Ширд     | Бауэр                     |
| Петар Бантик   | Марко                     |
| Дикен Эшворт   | Нолан                     |